# زولتان مولنار
زولتان مولنار (بالمجرية: Molnár Zoltán)‏ هو مجدف مجري، ولد في 4 أبريل 1961 في بودابست في المجر.

## وصلات خارجية
- زولتان مولنار على موقع الاتحاد الدولي للتجديف (الإنجليزية)
- زولتان مولنار على موقع اللجنة الأولمبية الدولية (الإنجليزية)
- زولتان مولنار على موقع أوليمبيديا (الإنجليزية)